# Kosmos 2473
Kosmos 2473, ruski vojni komunikacijski satelit iz programa Kosmos. Vrste je Garpun (br. 11).
Lansiran je 21. rujna 2011. godine u 22:47 UT s kozmodroma Bajkonura (Tjuratama) s mjesta 81/24. Lansiran je u geostacionarnu orbitu oko planeta Zemlje raketom nosačem Protonom-M-Briz-M. Orbita je 35778 km u perigeju i 35793 km u apogeju. Orbitne inklinacije je 0,10°. Spacetrackov kataloški broj je 37806. COSPARova oznaka je 2011-048-A. Zemlju obilazi u 1436,06 minuta. Mase je 1400 kg.
Služi kao vojni relej. Za napajanje je opremljen razmjestivim solarnim panelima i baterijama.
Razgonski blok Briz-M br. 88529 ostao je u geostacionarnoj orbiti, a torusni spremnik Briz-M DTB u geostacionarnoj transfernoj orbiti oko Zemlje.

## Vanjske poveznice
- N2YO.com Search Satellite Database (engl.)
- Celes Trak SATCAT Format Documentation (engl.)
- Kunstman  Arhivirana inačica izvorne stranice od 12. kolovoza 2019. (Wayback Machine) Satellites in Orbit (engl.)